# Flaga Turkmenistanu
Flaga Turkmenistanu – flaga państwa Turkmenistan.

## Symbolika
Zieleń i półksiężyc to główne symbole islamu. Gwiazdy symbolizują wiarę w pomyślną przyszłość, a biel oznacza łagodne usposobienie i życzliwość. Pięć gwiazd symbolizuje pięć wilajetów kraju: achalski, balkański, lebapski, maryjski i daszoguski. W czołowej części umieszczono pięć dekoracyjnych medalionów z turkmeńskich dywanów.

## Historia
Flagę o wzorze zbliżonym do obecnej przyjęto 19 lutego 1992 roku; zastąpiła ona pochodzącą z okresu radzieckiego flagę Turkmeńskiej SRR, która nie nawiązywała do specyfiki i tradycji kraju. 2 lutego 1997 roku została ona nieznacznie zmodyfikowana, przez dodanie gałązek oliwnych symbolizujących pokój. Kolejnych korekt dokonano 24 stycznia 2001 roku.

## Galeria

Flaga państwowa Turkmeńskiej Socjalistycznej Republiki Radzieckiej (1926–1937)
Flaga państwowa Turkmeńskiej Socjalistycznej Republiki Radzieckiej (1937–1940)
Flaga państwowa Turkmeńskiej Socjalistycznej Republiki Radzieckiej (1940–1953)
Flaga państwowa Turkmeńskiej Socjalistycznej Republiki Radzieckiej (1953–1974)
Flaga państwowa Turkmeńskiej Socjalistycznej Republiki Radzieckiej (1974–1992)
Flaga Turkmenistanu (1992–1997)
Flaga Turkmenistanu (1997–2001)